# Chengjia
Chengjia är en etnisk minoritetssocken för yaofolket i sydöstra Kina. Den ligger i Yangshan härad i staden Qingyuan i provinsen Guangdong, omkring 190 kilometer norr om provinshuvudstaden Guangzhou. Antalet invånare är 11 921. Befolkningen består av 5 788 kvinnor och 6 133 män. Barn under 15 år utgör 17,0 %, vuxna 15-64 år 69 %, och äldre över 65 år 13,0 %.